# ベドナーアフタ
ベドナーアフタとは、慢性刺激口腔潰瘍の一つで、特に乳幼児、小児の外的刺激による舌縁、口唇粘膜、硬口蓋、頬粘膜に見られる孤立性潰瘍のことである。治療の必要なく数週間で治癒する。